# Herbert Dittgen
Herbert Dittgen (* 7. Oktober 1956 in Dinslaken; † 2. November 2007 in Berkeley) war ein deutscher Politikwissenschaftler.

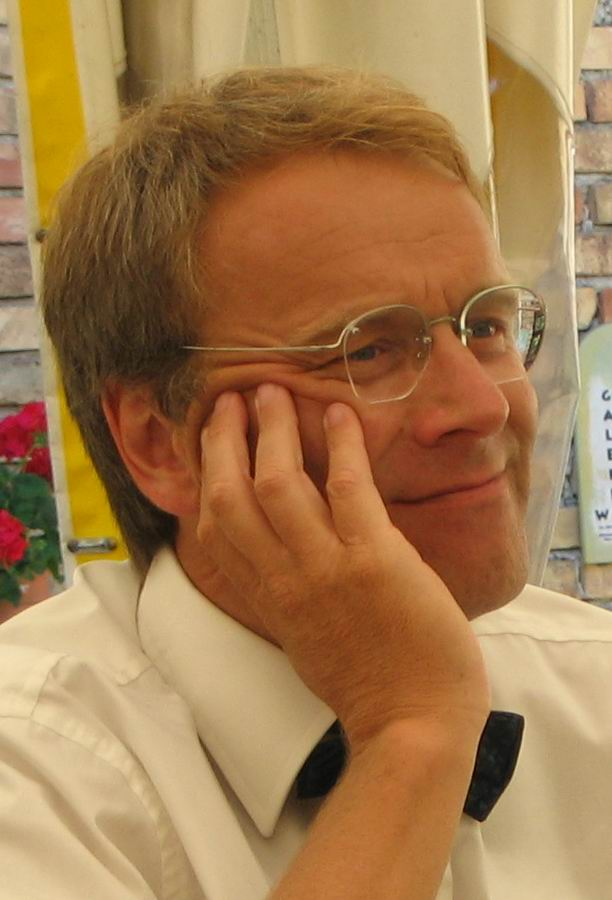
Herbert Dittgen, 2005

## Leben
Dittgen wurde 1956 als Sohn des Kulturamtsleiters Wilhelm Dittgen in Dinslaken am Niederrhein geboren. Sein Abitur erwarb er 1977 am Otto-Hahn-Gymnasium in Dinslaken.
Zwischen 1978 und 1983 studierte er Politikwissenschaft, Volkswirtschaftslehre und Germanistik an der Albert-Ludwigs-Universität in Freiburg im Breisgau.
Sein Magisterexamen erhielt er 1983. 1984 schloss er ein Studium an der Georgetown University in Washington, D.C. in den USA an. Zwischen 1985 und 1988 war er Lehrbeauftragter und Wissenschaftlicher Assistent am Seminar für Wissenschaftliche Politik der Universität Freiburg. Er promovierte 1988 bei Dieter Oberndörfer an der Universität Freiburg. 1995 habilitierte er an der Universität Göttingen. Zwischen 1998 und 2000 vertrat er eine Professur für Politikwissenschaften an der Johannes-Gutenberg-Universität in Mainz, die er anschließend von 2000 bis 2007 als ordentlicher Professor für Internationale Beziehungen innehatte. Im Wintersemester 2007 begann er ein Forschungssemester an der University of California in Berkeley. Dort verstarb er am 2. November 2007 an einem Herzinfarkt.

## Wissenschaftliche Arbeit
Nachdem Dittgen 1986 „Zwischen Politik und Freiheit. Alexis de Tocqueville und Karl Marx“ veröffentlicht hatte, wandte er sich verstärkt der amerikanischen Außenpolitik zu. So verfasste er 1991 ein Buch, das die deutsch-amerikanischen Sicherheitsbeziehungen in der Ära Helmut Schmidt analysiert und dabei speziell auf die Vorgeschichte und die Folgen des NATO-Doppelbeschlusses eingeht. Er spezialisierte sich weiter auf die amerikanische Außenpolitik und konzentrierte sich im Speziellen auf das Dilemma der amerikanischen Außenpolitik nach dem Kalten Krieg. So wirkte er als Mitherausgeber des Sammelbandes „Das amerikanische Dilemma“, für das er den Aufsatz „Das Dilemma der amerikanischen Außenpolitik: Auf der Suche nach einer neuen Strategie“ verfasste. In seinem Hauptwerk, das gleichzeitig seine Habilitationsschrift war, „Amerikanische Demokratie und Weltpolitik“, verfasste Dittgen eine umfassende Strukturanalyse der Außenpolitik der Vereinigten Staaten. Er erklärt in seinem Hauptwerk, dass die USA nach dem Kalten Krieg als einzige Supermacht verblieben seien und dass sie mit Hilfe ihrer militärischen Durchschlagskraft die Geschicke der Welt bestimmen. Der Unterschied zu anderen Nationen bestehe aber nicht nur aus dem besonderen politischen Gewicht, sondern er resultiere auch aus den unterschiedlichen politischen Traditionslinien, die die Außenpolitik geprägt haben. Das auffälligste Merkmal dürfte hierbei die Einbettung der Außenpolitik in das System der Gewaltenverschränkung sein, was Machtkonzentration verhindern soll. So analysiert Dittgen das Wechselspiel zwischen dem Kongress, der das Recht zur Kriegserklärung hat, und dem Präsidenten, der Oberkommandierender der Streitkräfte ist und dem die Gestaltung der Außenpolitik verfassungsrechtlich obliegt, von der Regierungszeit Nixons bis zu der George H. W. Bushs. Außerdem analysiert Dittgen die unterschiedlich einschlagenden moralischen Impulse, die die Außenpolitik mit beeinflussen. So zeichnet er die Geschichte der amerikanischen Außenpolitik von dem parteiübergreifenden Konsens zur Eindämmung imperialistischer Bestrebungen der Sowjetunion bis zur Konzeptlosigkeit der Clinton-Ära nach.
Des Weiteren richtet Dittgen sein Augenmerk darauf, wie Außenpolitik auch in einem demokratisch gefassten Gemeinwesen effizient sein kann. So unterscheidet er die amerikanische Außenpolitik zwischen einer langfristigen, strategischen Politik, die politische Legitimität von Seiten der Bevölkerung und des Kongresses bedarf, von einer „Krisenpolitik“, die einen Präsidenten in Kriegszeiten das Recht gibt, schnell zu reagieren: „Der Kongress braucht als eine beratende Institution viel Zeit, um eine Position zu beziehen. Bei schnellen militärischen Aktionen ist darum sein Einfluss gering. Die überwältigende Unterstützung für den Präsidenten in Krisenzeiten verengt für die Kongressmitglieder die Handlungsmöglichkeiten extrem, bis hin zur Zuschauerrolle.“ Einschränkungen der Macht des Präsidenten in „Krisenzeiten“ ergaben sich aus der aus dem Vietnamkrieg resultierenden War Powers Resolution. Diese gewährt dem Kongress mehr Macht, da der Präsident von nun an verpflichtet ist, bei der Entsendung von Truppen die Billigung des Kongresses einzuholen.
Er war Mitglied des Rates für Migration.

## Wichtige Veröffentlichungen

### Bücher
- Amerikanische Demokratie und Weltpolitik. Außenpolitik in den Vereinigten Staaten, Paderborn: Schöningh Verlag 1998
- Deutsch-amerikanische Sicherheitsbeziehungen in der Ära Helmut Schmidt. Vorgeschichte und Folgen des NATO-Doppelbeschlusses, München: Wilhelm Fink Verlag 1991 (American Studies, Vol. 69)
- Politik zwischen Freiheit und Despotismus. Alexis de Tocqueville und Karl Marx, Freiburg/München: Alber Verlag 1986 (Alber-Broschur Rechts- und Sozialwissenschaften)
- Einwanderung und Ethnizität in den Vereinigten Staaten. Themenheft der Amerikastudien/American Studies. Herausgegeben im Auftrag der Deutschen Gesellschaft für Amerikastudien, Jg. 40, Heft 3/1995
- Das amerikanische Dilemma. Die Vereinigten Staaten nach dem Ende des Ost-West-Konflikts, (mit Michael Minkenberg), Paderborn: Schöningh 1996
- The American Impasse. U.S. Domestic and Foreign Policy after the Cold War, (mit Michael Minkenberg), Pittsburgh: University of Pittsburgh Press 1996 (Pitt Series in Policy and Institutional Studies)

### Aufsätze
- Präsident und Kongreß im außenpolitischen Entscheidungsprozeß, in: Jäger, Wolfgang/Haas, Christoph M./Welz, Wolfgang (Hrsg.), Regierungssystem der USA: Lehr- und Handbuch, 3. überarb. und aktual. Aufl., München/Wien 2007, S. 395–419.
- World without Borders? Reflections on the Future of the Nation State, in: Policymaking and Democracy. A Multinational Anthology, ed. by Stuart Nagel, Lanham u. a.: Lexington 2003, S. 221–241
- Wer versteht schon die Beschlüsse von Nizza? Demokratie braucht politische Führung, in: Berliner Republik 5/2001, S. 48–53
- Paradoxien der politischen Macht – Politische Entscheidungen in der Präsidenten- und in der Kanzlerdemokratie, in: Darstellungspolitik oder Entscheidungspolitik? Über den Wandel von Politikstilen in westlichen Demokratien, hrsg. v. Karl-Rudolf Korte/Gerhard Hirscher (Hrsg.), München 2000, S. 193–212
- Grenzen im Zeitalter der Globalisierung. Überlegungen zur These vom Ende des Nationalstaates, in: Zeitschrift für Politikwissenschaft 9. Jg. H. 1 (1999), S. 3–26
- World without Borders? Reflections on the Future of the Nation-State, in: Government and Opposition, vol. 34, no. 2 (Spring 1999), S. 161–179
- Politische Führung in Bonn und Washington: Formelle und informelle Bedingungen des Regierens im parlamentarischen und präsidentiellen Regierungssystem, in: Solidargemeinschaft und fragmentierte Gesellschaft: Parteien, Milieus und Verbände im Vergleich, hrsg. v. Tobias Dürr und Franz Walter, Opladen: Leske+Budrich 1999, S. 249–264
- Volk Nation or Nation of Immigrants? The Current Debate about Immigration in Germany and the United States in Comparative Perspective, in: Immigration, Citizenship, and the Welfare State in Germany and the United States: Welfare Policies and Immigrants' Citizenship, hrsg. v. Hermann Kurthen, Jürgen Fijalkowski und Gert G. Wagner, Stamford, Conn./London: JAI Press 1998, S. 107–139
- The American Debate about Immigration in the 1990s: A New Nationalism after the End of the Cold War?, in: Stanford Humanities Review, 5. Jg., H. 2 (1997)
- Welt ohne Grenzen? Überlegungen zur Zukunft des Nationalstaates, in: Kapitalismus als Schicksal? Zur Politik der Entgrenzung, hrsg. v. Karl Heinz Bohrer u. Kurt Scheel, Merkur 51. Jg., H. 9/10 (1997), S. 941–948
- Die Ära der Ost-West-Verhandlungen und der Wirtschafts- und Währungskrisen (1969–1981), in: Deutschland und die USA im 20. Jahrhundert. Geschichte der politischen Beziehungen, hrsg. v. Klaus Larres u. Torsten Oppelland, Darmstadt: Wissenschaftliche Buchgesellschaft 1997, S. 178–203
- Präsident und Kongreß im außenpolitischen Entscheidungsprozeß, in: Regierungssystem der USA. Lehr- und Handbuch, hrsg. von Wolfgang Jäger/Wolfgang Welz, München/Wien: Oldenbourg 1995 (2. Aufl. 1998), S. 420–440
- Amerikanische Außenpolitik nach dem Ende des Kalten Krieges: Auf der Suche nach einer Theorie und Strategie für eine neue Weltordnung, in: Politische Vierteljahresschrift, 3/1994, S. 492–500
- American Foreign Policy After the Cold War: the New Challenges, in: Internationale Politik und Gesellschaft, 2/1994, S. 131–144
- Amerikanischer Kongreß und Außenpolitik. Demokratische Außenpolitik nach dem Ende des Kalten Krieges, in: Politische Vierteljahresschrift, 1/1993, S. 72–91
- Tocqueville Reconsidered: Foreign Policy and the American Democracy, in: Liberty, Equality, Democracy, hrsg. von Eduardo Nolla, New York/London: New York University Press 1992, S. 75–90
- Strategy, arms control and reassurance: dilemmas in German-American security relations, in: East-West arms control. Challenges for the Western Alliance, hrsg. von David Dewitt and Hans Rattinger, London/New York: Routledge 1992, S. 3–32